# Isidro Maiztegui
Isidro Maiztegui (Isidro Buenaventura Maiztegui Pereiro; Gualeguay, 14 de julio de 1905– Mar del Plata, 29 de mayo de 1996) fue un músico y compositor argentino.

## Biografía
Isidro Maiztegui Inicia sus estudios musicales en el Conservatorio Beethoven de Gualeguay en 1911. En 1930 ingresa en el Conservatorio Nacional de Música y Declamación, donde recibe instrucción de maestros tales como Athos Palma o José Gil. Durante sus estudios ejerce además como maestro sustituto del Teatro Colón.
En 1933 Maiztegui arranca su actividad como compositor de música para cine, que mantiene hasta 1950. En este periodo puso música a más de 50 películas de producción argentina. Su aportación al Cine Nacional le vale el Premio San Gabriel a la trayectoria, que le otorga en 1955 la Comisión de Comunicación Social de la Conferencia Episcopal Argentina. Su actividad compositiva incluyó también ballets, piezas para orquesta y orquesta de cámara y obras solistas para piano, clave, guitarra, violonchelo y arpa.
También fue miembro de la Asociación Argentina de Compositores (1936–1939), profesor en el Colegio Nacional Bernardino Rivadavia de Buenos Aires y vicedirector del Conservatorio de la Universidad Nacional de Cuyo (1940–1944). Fue un activo director de coros.
De 1952 a 1969 vivió en Madrid, y a su regreso ejerce como profesor en el Instituto de Arte Lírico de la Secretaría de Cultura de la Municipalidad de Buenos Aires y director del Archivo Musical del Teatro Colón. Sus últimos años los pasa en Mar del Plata, ciudad donde lo nombraron Ciudadano Ilustre en 1995.

## Filmografía (selección)
- La cabalgata del circo (1945)
- Despertar a la vida (1945)
- Besos perdidos (1945)
- Madame Bovary (1947)
- De hombre a hombre (1949)
- La campana nueva (1950)
- La calle junto a la luna (1951)
- Cómicos (1954)
- El expreso de Andalucía (1956)
- La legión del silencio (1956)
- La noche y el alba (1958)
- La venganza (1958)
- A hierro muere (1962)